# Дуниловский
Дуниловский — посёлок в Никольском районе Вологодской области.
Входит в состав Завражского сельского поселения, с точки зрения административно-территориального деления — в Завражский сельсовет.
Расстояние по автодороге до районного центра Никольска — 38 км, до центра муниципального образования Завражья — 15 км. Ближайшие населённые пункты — Большое Сверчково, Дунилово, Куревино.

## История
В 1966 г. указом президиума ВС РСФСР поселок Дуниловского лесопункта переименован в Дуниловский.

## Население
| 2010 |
| ---- |
| 500  |